# Alba Rico Navarro
Alba Rico Navarro (* 26. února 1989 Elda) je španělská herečka, zpěvačka a tanečnice. Je známá především rolí Natálie Vidal v seriálu Violetta. Svou hereckou kariéru začala ve věku 14 let. Napsala spoustu her a monologů. V roce 2010 se podílela na hře "La gasolinera", zato jí byla udělena cena za nejlepší ženský herecký výkon na festivalu Alegria. Její nejlepší kamarádkou z Violetty je italská zpěvačka a herečka Lodovica Comello.

## Filmografie
| Rok         | Název                      | Role       |
| ----------- | -------------------------- | ---------- |
| 2012 - 2015 | Violetta                   | Naty Vidal |
| 2013 - 2014 | Violetta en vivo           | Naty Vidal |
| 2014        | Violetta: Koncert          | Naty Vidal |
| 2015        | Violetta – Cesta na vrchol | Sama sebe  |
| 2015        | Violetta Live              | Naty Vidal |
| 2016        | Alba al Alba               | Sama sebe  |
| 2018        | Lope Enamorado             | Clarilis   |